# Giovanni Mulassano
Giovanni Mulassano (* 7. Juli 1985 in Cuneo) ist ein italienischer Bob- und ehemaliger Skeletonsportler.

## Biografie
Giovanni Mulassano betrieb ab 2006 Skeleton und gehörte ab 2007 dem Nationalkader Italiens an. Der Sportpolizist aus Frabosa Sottana debütierte im Jahr 2007 in Igls im Skeleton-Europacup und wurde dort 33. Schon in den beiden folgenden Rennen in Königssee und auf seiner Heimbahn in Cesana Torinese verbesserte er sich bis auf die Ränge 18 und 12. Bei der Junioren-Weltmeisterschaft 2008 in Igls belegte Mulassano Platz 22. Ein erster nationaler Erfolg folgte bei den italienischen Meisterschaften 2008 in Cesana, bei denen er hinter Nicola Drocco Zweiter wurde. Bis zur Saison 2010/11 startete der Italiener weiterhin im Europacup und 2008 für zwei Rennen auch im gleichwertigen America’s Cup, ohne je unter die besten zehn zu fahren. Zur Saison 2010/11 rückte er in den Skeleton-Intercontinentalcup auf und belegte in allen Saisonrennen Ränge zwischen dem 14. und 18. Platz. Höhepunkt der Saison wurde die Skeleton-Weltmeisterschaft 2011 in Königssee, bei der Mulassano 28. wurde. Zudem konnte er bei den italienischen Meisterschaften in Cesana hinter Maurizio Oioli erneut die Silbermedaille gewinnen.
Im Dezember 2011 gab Mulassano sein Debüt im Skeleton-Weltcup und belegte in Igls den 21. Rang, der neben einem weiteren 21. Platz in St. Moritz sein bestes Saisonergebnis im Weltcup blieb. Bei zwei Starts im Intercontinentalcup in Calgary erreichte er neben einem 12. auch einen 10. Platz und damit sein bestes Resultat in einer internationalen Rennserie. In der Folgesaison nahm er an acht der neun Weltcuprennen teil und belegte Platzierungen zwischen 20 und 28, womit er wie im Vorjahr 26. im Gesamtweltcup wurde. Bei der Europameisterschaft wurde er 15. und bei der Weltmeisterschaft 29. Im Winter 2013/14 war Mulassano hauptsächlich im Europa- und Intercontinentalcup aktiv, konnte sich jedoch nicht besser als Rang 17 platzieren. Am Weltcup nahm er lediglich beim letzten Saisonrennen in Königssee teil, das gleichzeitig als Europameisterschaft zählte, bei der er 17. wurde. In den Jahren 2012 bis 2014 gewann er zudem zwei weitere Silber- und eine Bronzemedaille bei den italienischen Meisterschaften. 2014/15 beendete er zunächst vier Rennen im Intercontinentalcup auf Rängen zwischen 13 und 17 und wechselte danach wieder in den Weltcup, wo er bei drei Rennen im Januar erneut die Top 20 verpasste.
Nach der Saison 2014/15 wechselte Giovanni Mulassano zum Bobsport.